# Carsac-de-Gurson
Carsac-de-Gurson é uma comuna francesa na região administrativa da Nova Aquitânia, no departamento Dordonha. Estende-se por uma área de 7 km². Em 2010 a comuna tinha 189 habitantes (densidade: 27 hab./km²).